# Agustín Orión
Agustín Orión est un footballeur argentin né le 26 juillet 1981 à Ramos Mejia. Il joue au poste de gardien de but.
Il fait ses débuts dans le championnat argentin le 27 février 2005.
Au début de sa carrière de joueur, il est le suppléant de Sebastián Saja. 
Alfio Basile le sélectionne pour participer à la Copa América 2007 avec la sélection argentine, en tant que 3e gardien.

## Titres
- Vainqueur de la Copa Sudamericana en 2010 avec San Lorenzo
- Vainqueur du Torneo Clausura en 2007 avec San Lorenzo
- Vainqueur du Torneo Apertura 2010 avec Estudiantes de La Plata
- Vainqueur de la Coupe d'Argentine avec CA Boca Juniors